# 耶馬渓
座標: 北緯33度26分24秒 東経131度8分29秒 / 北緯33.44000度 東経131.14139度

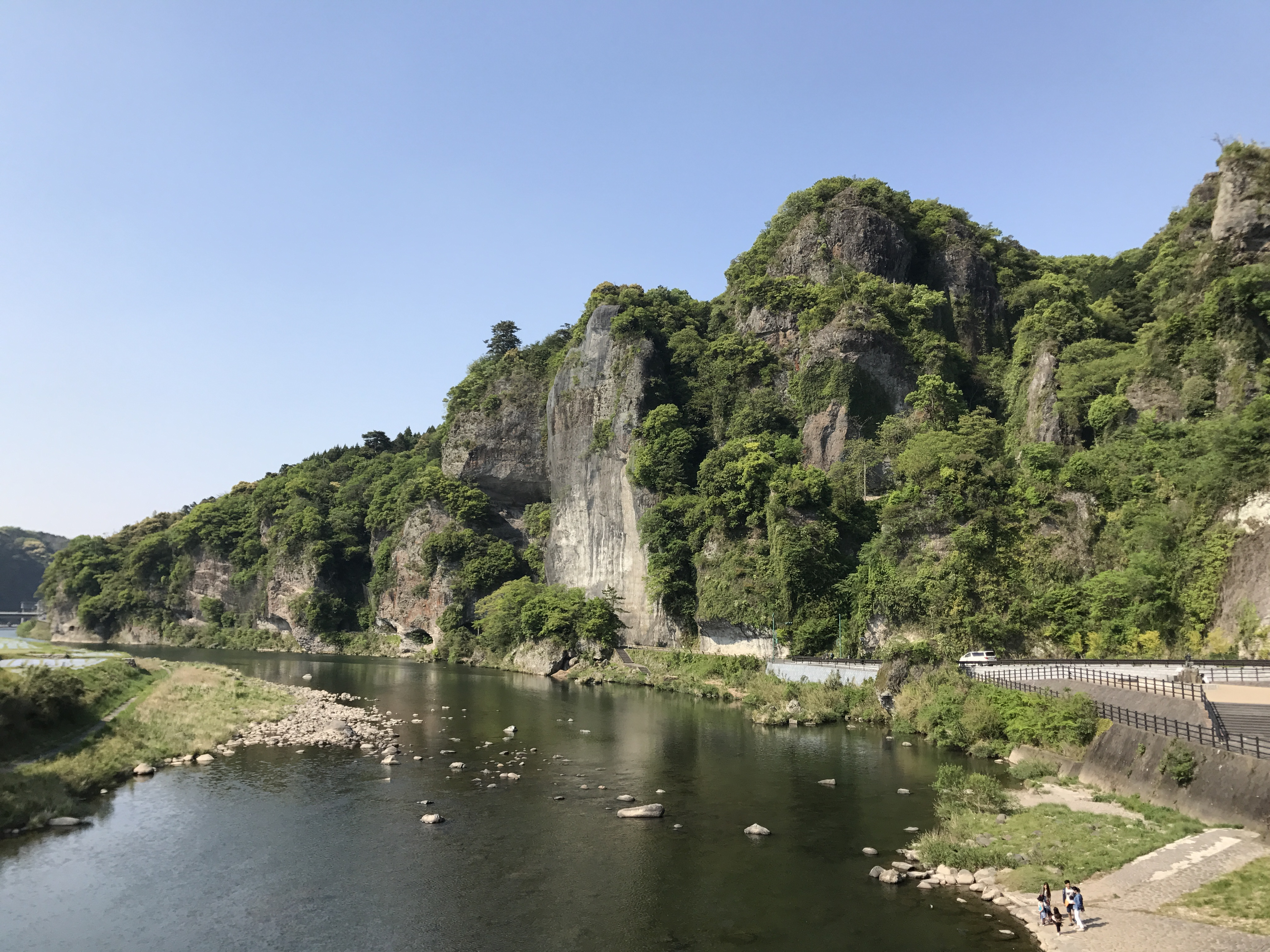
競秀峰（直下を青の洞門が貫く）

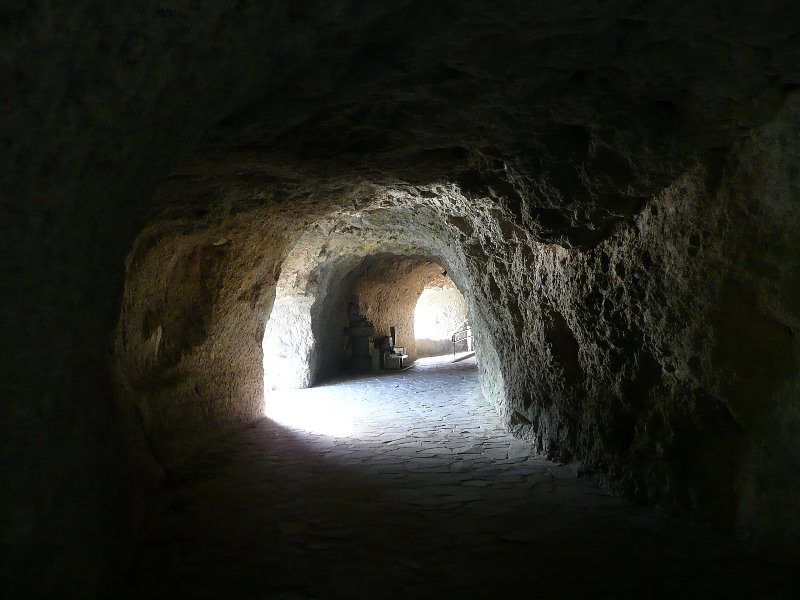
青の洞門（下流側の手掘りトンネル）

耶馬渓（やばけい）は、大分県中津市にある山国川の上・中流域及びその支流域を中心とした渓谷。日本三大奇勝として知られ、日本新三景に選定され、名勝に指定されている。耶馬日田英彦山国定公園に含まれる。

## 概要
新生代第四紀の火山活動による凝灰岩や凝灰角礫岩、熔岩からなる台地の侵食によってできた奇岩の連なる絶景である。凝灰岩や凝灰角礫岩の山には風食作用や河川の洗掘作用によってできた洞窟も多い。
1818年（文政元年）に頼山陽が擲筆峰周辺（耶馬溪町柿坂地区）を訪れ、当時の「山国谷」という地名に中国風の文字を宛て、「耶馬渓天下無」と漢詩に詠んだのが、耶馬渓という名前の起こりである。頼山陽が耶馬渓と命名したのは、現在単に「耶馬渓」と呼ばれている辺りだけであるが、その後周辺の渓谷についても「耶馬渓」という名称が使われ、本耶馬渓・裏耶馬渓・深耶馬渓・奥耶馬渓などと称している。
一時、明治の激動の中で大量の土地が売りに出されたが、1894年に福澤諭吉が子らと故郷の中津に里帰りした際、それを知り景観保全のために私財を投じて親族名義で競秀峰の土地を購入した。
1916年（大正5年）に日本新三景の一つに選ばれている。1923年（大正12年）には名勝に指定され、1950年（昭和25年）に一帯が耶馬日田英彦山国定公園に指定された。名勝としての指定地域は、中津市のほか、日田市、宇佐市、玖珠町、九重町を含む。また、2017年（平成29年）には「やばけい遊覧〜大地に描いた山水絵巻の道をゆく」として日本遺産に認定されている。日本三大奇勝のひとつともされる。
なお、「山国谷」に「ヤマ」と「クニ」の音が含まれること、「耶馬」は「邪馬」と字形が似ており「ヤマ」とも読めることから、邪馬台国の比定地をこの地に求める説もあるが、上述のように耶馬渓という名前は江戸時代まではなかったのであり、他の面からの研究によってもその可能性は低いと考えられている。

## 地域別の主な景勝

### 本耶馬渓
本耶馬渓（ほんやばけい）は、青の洞門や競秀峰を中心とする山国川上流一帯。青の洞門は羅漢寺の禅海和尚が、参拝客が難所を渡る際に命を落とさないよう、ノミ一本で掘り抜いたトンネルで、菊池寛が『恩讐の彼方に』を上梓したことで、全国にその名を知られることになった。なお、禅海和尚は隧道を開通させた後は利用者から通行料を徴収したことから国内初の有料道路とも言われている。現在は車道拡幅工事により当時の痕跡は歩行者用通路の一部にノミの痕跡が認められる程度となっている。目立たないが、隧道を通らずに難所であった崖側を通るルートが今も残っており、険しい場所ではあるが鎖などを伝って通ることができる。
「青の洞門」より500mほど下流にある耶馬渓橋は、全長116m、日本最長の石造アーチ橋である。アーチは12mスパンでやや偏平であり、その西洋的な外観から「オランダ橋」との愛称で呼ばれる。8連アーチが渓谷の景観と調和していると評価され、重要文化財に指定された。この近辺には他にも石造アーチ橋が多くかけられている。耶馬渓橋の1.5km上流には、橋長89mの三連アーチの羅漢寺橋が、また、さらに4km上流には橋長83mの馬渓橋があり、耶馬渓橋と合わせて耶馬渓三橋と呼ばれる。

### 深耶馬渓
深耶馬渓（しんやばけい）は、山国川支流山移川支流に位置する渓谷。一目八景が有名。一度に海望嶺、仙人ヶ岩、嘯猿山、夫婦岩、群猿山、烏帽子岩、雄鹿長尾嶺、鷲の巣山の8つの景色が眺望できることから名付けられた。近くには鴫良、深耶馬渓などの温泉がある。耶馬渓と言えば、通常、深耶馬渓のことを言う。

### 裏耶馬渓
裏耶馬渓（うらやばけい）は、金吉川上流の渓谷で玖珠町との境界に位置する。浸食を受けた岩壁が屏風のように屹立する。近くには伊福温泉があり、温泉水を使って養殖したスッポン料理が名物。立羽田の景がある。

### 奥耶馬渓
奥耶馬渓（おくやばけい）は、山国川上流に位置する。猿飛の景と名付けられた猿飛千壺峡が知られる。耶馬渓猿飛の甌穴群は天然記念物に指定されている。

### 椎屋耶馬渓
椎屋耶馬渓（しややばけい、しいややばけい）は、宇佐市と隣接する駅館川支流の温見川源流付近の渓谷。近隣には岳切渓谷（たっきりけいこく）という谷底が一枚の大きな岩盤でできた渓谷があり、椎屋耶馬渓に含められることがある。

### 津民耶馬渓
津民耶馬渓（つたみやばけい）は、山国川支流の津民川に位置する渓谷。手付かずの自然が残る穴場。

### その他の地域
かつてはこの他に羅漢寺耶馬渓（現在では本耶馬渓に含まれる）、麗谷耶馬渓（うつくしだにやばけい、現在では深耶馬渓に含まれる）、東耶馬渓、南耶馬渓があり、これらも加えた10か箇所の渓谷は総称して耶馬十渓と呼ばれていた。現在、この4つの呼び方はほとんど使われておらず、耶馬十渓という呼び方をすることもまずない。

## 耶馬渓六十六景

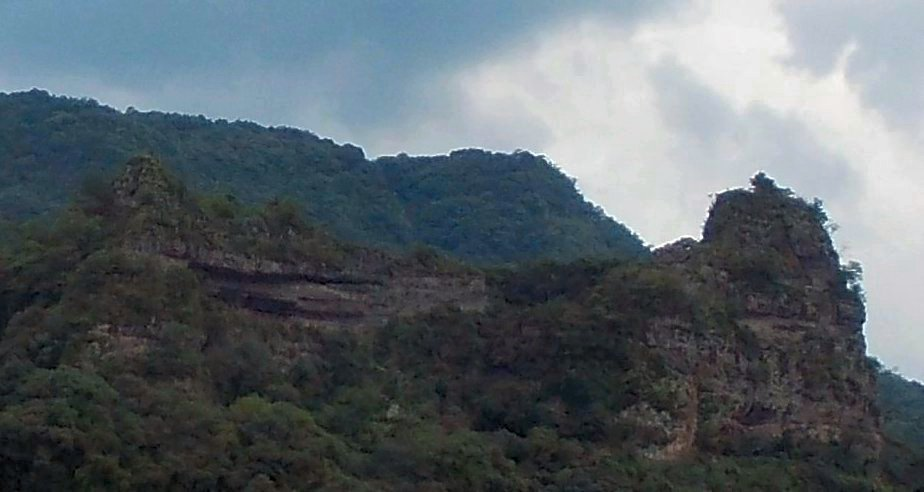
古羅漢の景

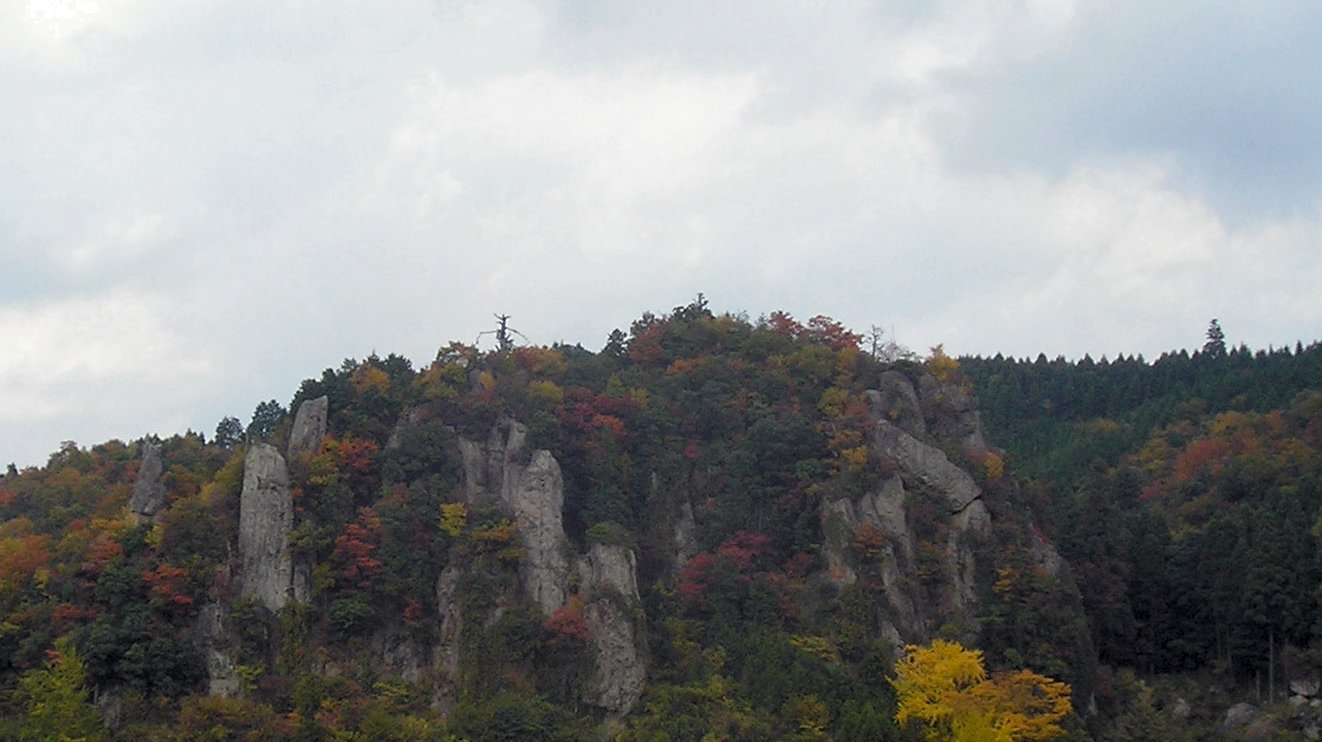
立羽田の景

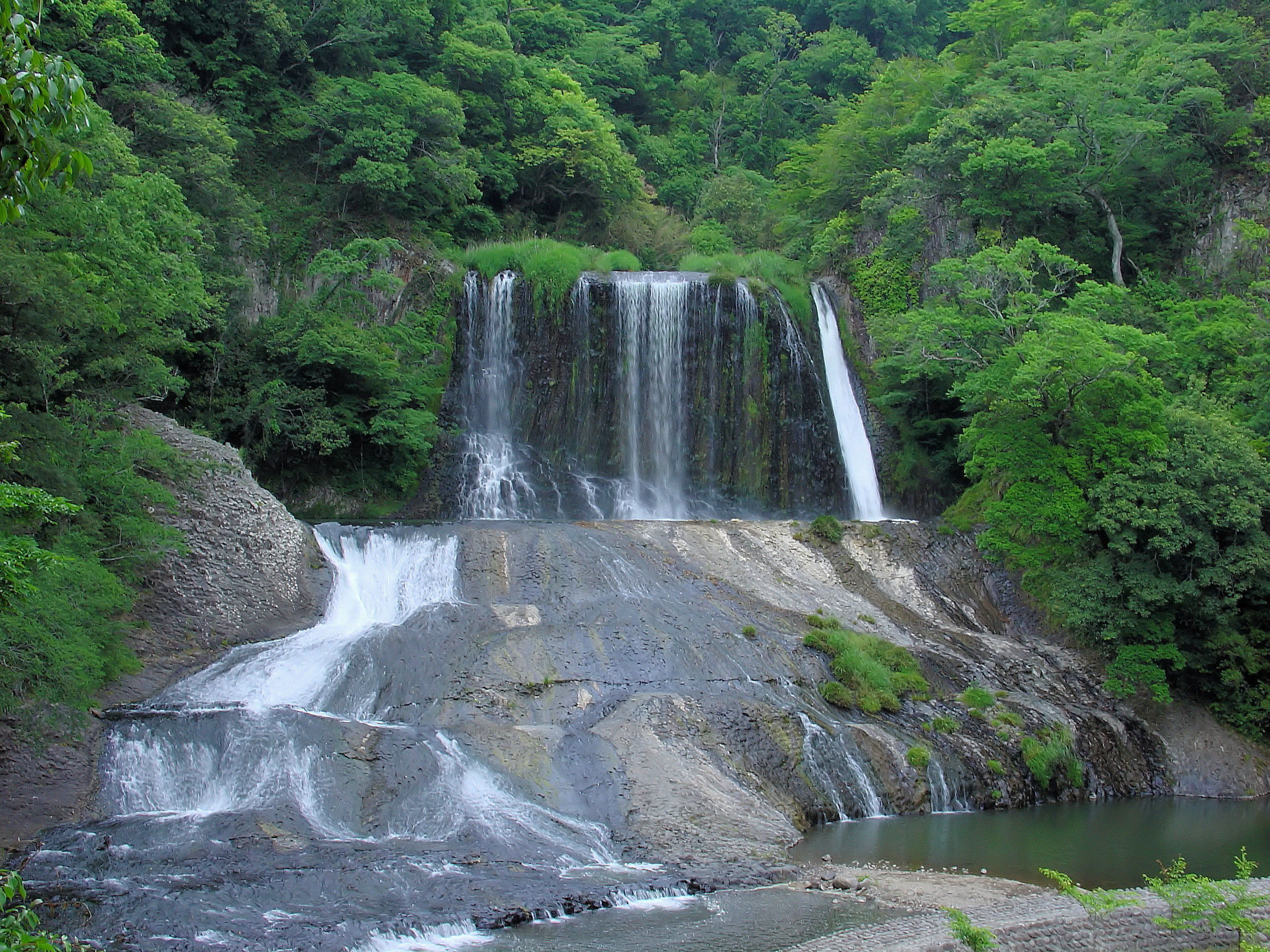
龍門滝・小滝の景

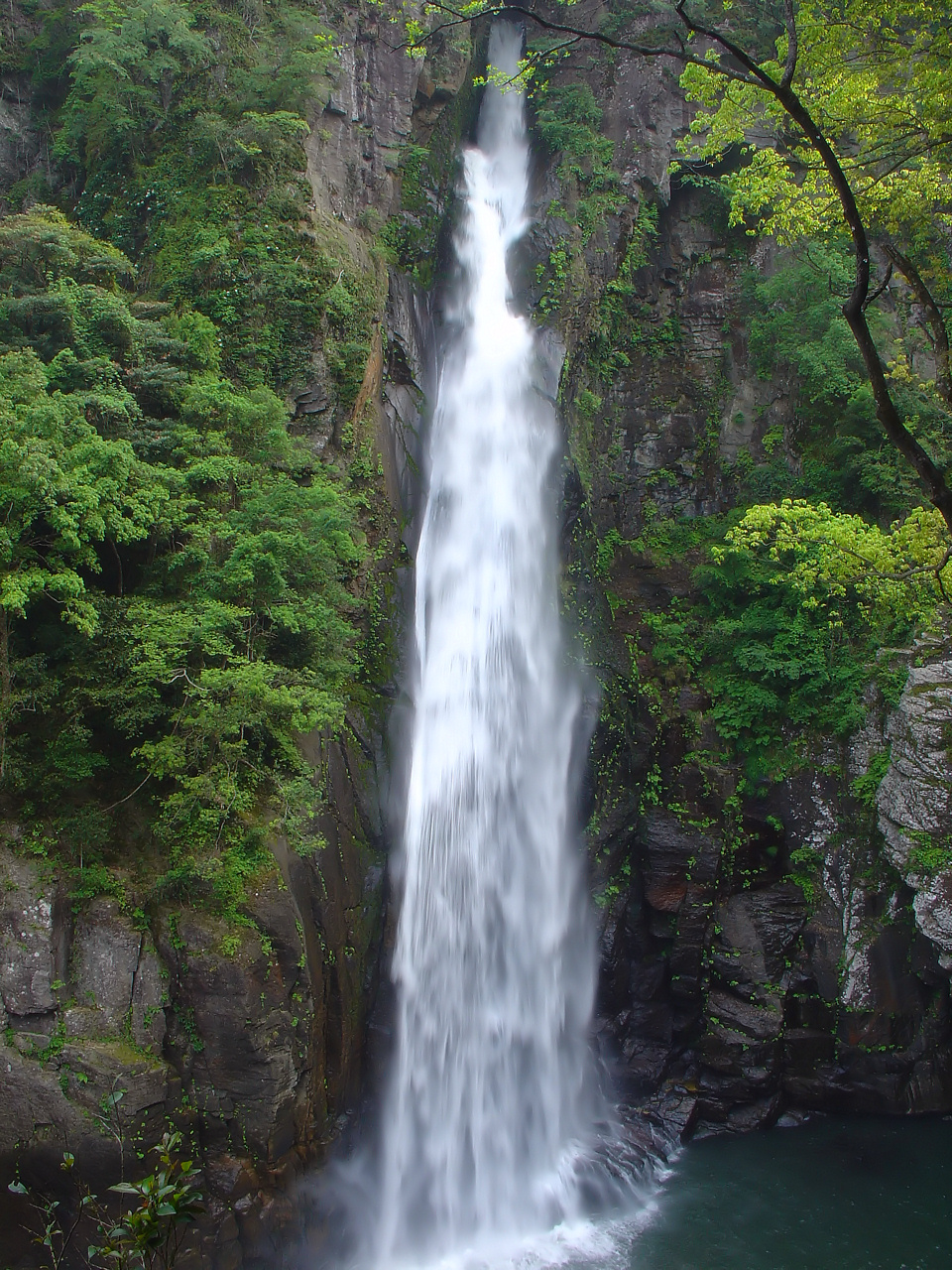
西椎屋の滝の景

耶馬渓には数々の絶景が点在しており、総称して耶馬渓六十六景と呼ばれている。
1. 山国川筋の景
2. 八面山の景
3. 跡田川筋の景
4. 仏坂の景
5. 中ノ迫の景
6. 競秀峰の景
7. 大平山の景
8. 犬岩・犬走りの景
9. 羅漢寺の景
10. 古羅漢の景
11. 洞鳴峡の景
12. 木ノ子岳の景
13. 轟の景
14. 引水の景
15. 地蔵峠の景
16. 七仙岩の景
17. 冠石野山の景
18. 賢女ヶ岳の景
19. 山移川筋の景
20. 立留りの景
21. 平田城跡の景
22. 岩洞山の景
23. 烏帽子岳の景
24. 酔仙岩の景
25. 大屋敷の景
26. 朝天峰の景
27. 擲筆峰の景
28. 祇園洞の景
29. 山瀬の景
30. 不動岩の景
31. 蜘蛛ノ窟の景
32. 深耶馬渓および麗谷の景
  1. 深耶馬渓の景
  2. 錦雲峡の景
  3. 折戸の景
  4. 麗谷の景
  5. 大谷渓谷の景
33. 金吉谷の景
  1. 幸田峡の景
  2. 山浦の景
  3. 伊福の景
  4. 提鶴の景
  5. 山田の景
34. 潜岩の景
35. 柾木の滝の景
36. 柾木の景
37. 落合の滝の景
38. 川原口の景
39. 鋸岩・古峠の景
40. 福土の景
41. 一ツ戸城山の景
42. 天の岩戸の景
43. 京岩の景
44. 宇曽の景
45. 窓岩の景
46. 朝陽峰の景
47. 猿飛の景
48. 念仏橋の景
49. 一尺八寸山の景
50. 内匠の景
51. 弓ノ木台の景
52. 坂ノ上の景
53. 鶴ヶ原の景
54. 立羽田の景
55. 大藤ノ谷の景
56. 竃ヶ窟の景
57. 清水瀑園の景
58. 角埋山の景
59. 黒岳の景
60. 西椎屋の滝の景
61. 龍門滝・小滝の景
62. 高野堂の景
63. 仙岩山の景
64. 龍泉寺の滝の景
65. 仙ノ岩の景
66. 東椎屋の滝の景

## 日本各地の耶馬渓
日本各地には奇岩の景を耶馬溪になぞらえて名付けられた渓谷が多数存在する。主なものは以下の通り。これらは耶馬渓が世間に遍く知れ渡っていたことを示すものである。
- 日高耶馬溪（北海道日高地方様似町）[6]
- 北耶馬渓 - 豊平峡（北海道石狩振興局）[7]
- 東北の耶馬渓 - 抱返り渓谷（秋田県）[8]
- 東の耶馬渓 - 猊鼻渓（岩手県）[9][10]
- 陸奥の耶馬渓 - 楽翁渓（福島県）[11]
- 関東の耶馬渓 - 吾妻渓谷（群馬県）[12]
- 関東の耶馬渓 - 高津戸峡（群馬県）[13]
- 信州の耶馬渓 - 角間渓谷（長野県）[14]
- 信州耶馬渓 - 内山峡（長野県）
- 信濃耶馬渓 - 布引渓谷（長野県）[15]
- 関西の耶馬渓 - 香落渓（三重県）[16]
- 摂津の耶馬溪 - 摂津峡（大阪府）[17]
- 山陰の耶馬渓 - 立久恵峡（島根県）[18]
- 安芸の耶馬渓 - 深山峡（広島県）[19]
- 筑紫耶馬渓（福岡県）[20]
- 肥前耶馬渓 - 黒髪山（佐賀県）
- 国東の耶馬 - 大分県国東半島一帯
  - 田染耶馬（豊後高田市田染、杵築市大田、杵築市山香町） - 「三宮の景」「間戸の岩屋」「鋸山」「津波戸山」等
  - 文殊耶馬（国東市大恩寺） - 特に文殊仙寺裏手の岩峰群を「文殊仙峡」と呼んでいる
  - 黒土耶馬（豊後高田市黒土） - 特に椿堂から無堂寺にかけての岩峰群を「黒土仙境」と呼んでいる
  - 夷耶馬（豊後高田市夷谷） - 東夷と西夷の二つの谷があり、間の岩峰群を「中山仙境」と呼んでいる
  - 天然寺耶馬（豊後高田市長岩屋） - 天然寺から並石にかけての岩峰群
  - 千灯寺耶馬（国東市千灯） - 千灯地区周辺の岩峰群で、東不動と西不動に分かれている
  - 岩戸寺耶馬（国東市岩戸寺） - 岩戸寺の裏手に広がる岩峰群

## 台湾の耶馬渓
いずれも日本統治時代に名付けられた。
- 平渓耶馬渓（新北市）
- 埔里耶馬渓（南投県）
- 六亀耶馬渓（高雄市）
- 台東耶馬渓（台東県）